# 口蓋垂筋
口蓋垂筋（こうがいすいきん）は頭頸部の筋肉の一つ。口蓋筋の一つ。

## 起始と停止
口蓋骨の後鼻棘及び口蓋腱膜より起こる。
下に降りていき、口蓋帆挙筋の鼻腔側を通り、口蓋垂に付着し、移動と成形を行う。

## 神経支配
咽頭神経叢からの迷走神経咽頭枝により支配される。

## 追加画像

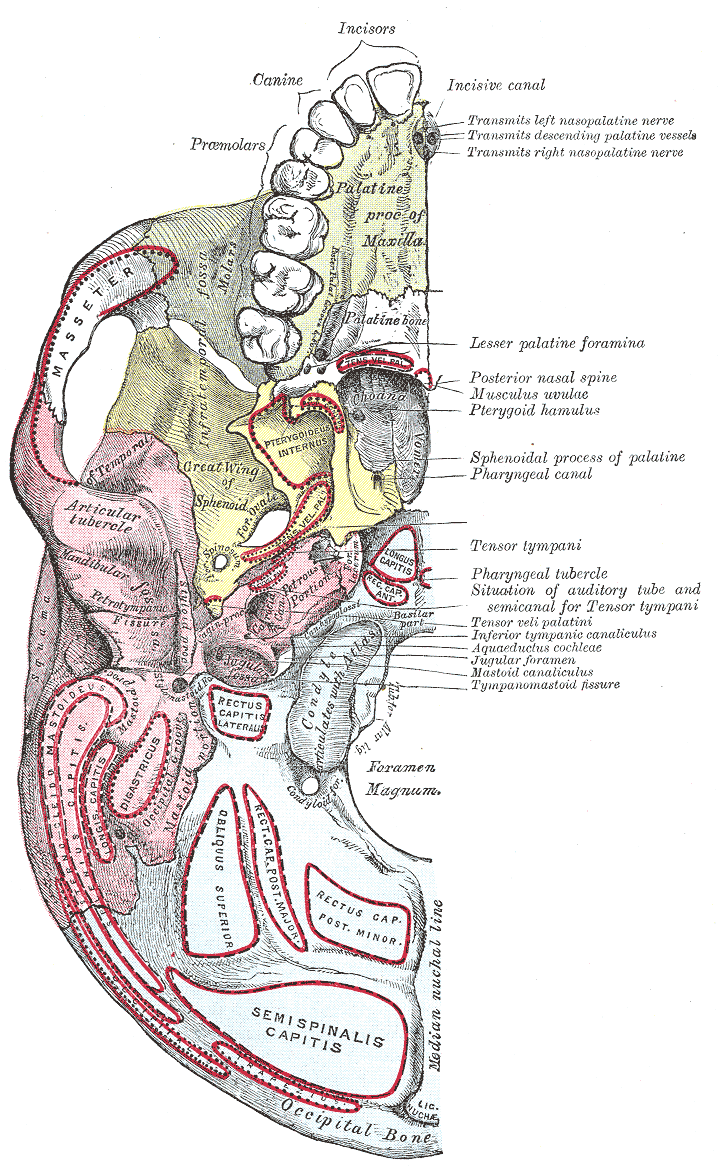
Base of skull. Inferior surface.